# Jean-Baptiste Prevost de Sansac de Traversay

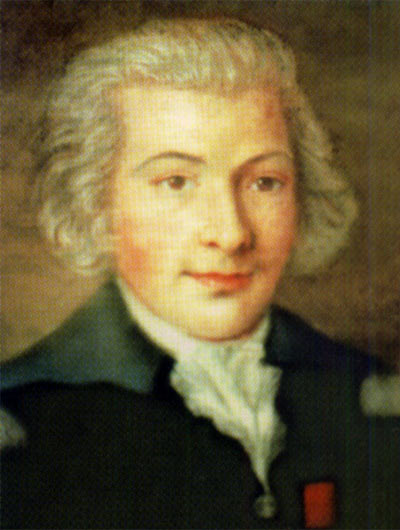
Jean-Baptiste Prévost de Sansac, Marquis de Traversay

Jean-Baptiste Prévost de Sansac, Marquis de Traversay (russisch Иван Иванович де Траверсе Iwan Iwanowitsch de Traverse; * 24. Juli 1754 auf Martinique; † 7. Maijul. / 19. Mai 1831greg. in St. Petersburg), war ein russischer Admiral und Marineminister französischer Abstammung.

## Leben

### Familie
Jean-Baptistes Familie stammt aus Poitou und hat die Markgrafenwürde 1788 erhalten. Seine Eltern waren der französische Lieutenant-général und Gouverneur von Saint-Domingue Jean-François Prévost de Sansac de Traversay (1725–1776) und Claire du Quesne de Longbrun.
Er vermählte sich in erster Ehe 1783 mit Marie-Madeleine Riouffe († 1796), und in zweiter Ehe 1800 mit Louise Ulrike Bruun († 1821). Aus beiden Ehen sind insgesamt sieben Kinder hervorgegangen:
- Delphine
- Claire (1785–1842)
- Constance
- Jean-François [Alexander] (1791–1850), russischer Vizeadmiral
- Alexander (1796–1866), russischer Generalmajor
- Fjodor (* 1803), russischer Marineoffizier
- Maria (1807–1871), ⚭ 1841 Alexander von Patkul (1817–1877), russischer General der Infanterie

### Werdegang
Prévost stand zunächst in französischen Marinediensten. Während des amerikanischen Unabhängigkeitskrieges konnte er sich während der Schlacht bei Ouessant besonders auszeichnen und avancierte infolgedessen zum Leutnant. Auch in der Seeschlacht vor der Chesapeake Bay 1782 tat er sich besonders hervor. In den Jahren 1785 bis 1786 unternahm er als Schiffskommandant eine Seereise nach Indien, stieg 1786 zum Major und noch im selben Jahr zum Kapitän auf. Von 1788 bis 1790 unternahm er eine Seereise zu den Antillen. Nach seiner Rückkehr 1790 zog er sich auf sein Landgut zurück. Unter dem Eindruck der Entwicklung der französischen Revolution erhielt er 1790 die Erlaubnis in russischen Dienste überzutreten.
Im Frühjahr 1791 nahm er als Befehlshaber eines Geschwader in der Ostsee seinen Dienst auf und avancierte bereits im Sommer des Jahres zum Konteradmiral. In den Jahren 1792 bis 1794 hielt er sich in der Schweiz auf und diente als Bindeglied zwischen den Royalisten und der russischen Monarchie. Im Jahr 1794 nahm er seinen Dienst in der Ostsee wieder auf und stieg 1797 zum Vizeadmiral auf. Seine Beförderung zum Admiral erhielt er 1801 und war seit 1802 Oberbefehlshaber aller Häfen des Schwarzen Meeres und der Militärgouverneur von Sewastopol und Nikolaew. Am russisch-türkischen Krieg nahm er aktiv teil. Ein großzügiges Angebot Napoleons 1807 in französische Dienste zurückzukehren, lehnte er ab. Von 1809 bis 1811 war er geschäftsführender Direktor des Marineministeriums sowie seit 1810 Mitglied des Staatsrates. In den Jahren 1811 bis 1828 war er Marineminister.

### Auszeichnungen

#### Orden
- Ordre royal et militaire de Saint-Louis (1782)
- Society of the Cincinnati (1785)
- St.-Anna-Orden I. Klasse (1797)
- Alexander-Newski-Orden (1804), Diamanten (1811)
- St.-Wladimir-Orden I. Klasse (1807)
- Schwertorden (1816)
- Orden des Heiligen Andreas des Erstberufenen (1821)
- St. Georgs-Orden IV. Klasse (1828)

#### Nach Traversay benannt
- Traversayinseln
- umgangssprachlich „Marquis-Pfütze“ für die Newabucht